# Noyau atomique
Pour les articles homonymes, voir noyau.

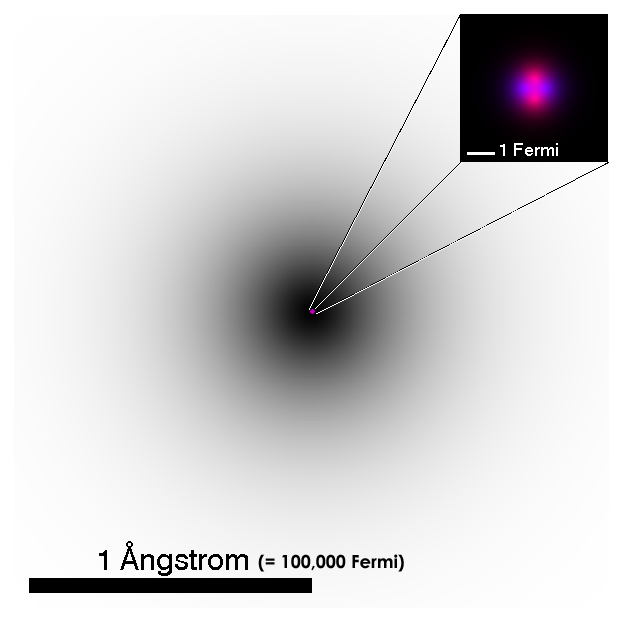
Noyau atomique de l'hélium.

Le noyau atomique est la région située au centre d'un atome, constituée de protons et de neutrons (les nucléons). La taille du noyau (de l'ordre du femtomètre, soit 10−15 m) est environ 100 000 fois plus petite que celle de l'atome (10−10 m) et concentre quasiment toute sa masse. Les forces nucléaires qui s'exercent entre les nucléons sont à peu près un million de fois plus grandes que les forces entre des atomes ou des molécules. 
De nombreux noyaux, dits radioactifs, sont instables et se transforment spontanément en d'autres noyaux en émettant un électron, un positon ou un hélion, en capturant un électron ou en se divisant en plusieurs noyaux, voire — pour certains noyaux particulièrement excédentaires en protons ou bien en neutrons — en émettant un ou plusieurs neutrons ou protons.
Les noyaux peuvent aussi être sujets à une transmutation provoquée par l'impact d'un autre noyau, d'une particule ou d'un rayonnement électromagnétique.

## Notation
Un noyau atomique est représenté par le symbole  A
ZM, composé de :
- son symbole chimique M (H, He, Li, etc.) ;
- son nombre de masse A (égal au nombre de nucléons de l'atome, soit  protons +  neutrons), placé en haut et à gauche du symbole chimique ;
- son numéro atomique Z (égal au nombre de protons), placé en bas et à gauche du symbole chimique ; ce dernier est souvent omis car il est implicitement défini par le symbole chimique.

## Isotopes, isobares et isomères

### Isotopes
Les isotopes sont des noyaux (ou des atomes) ayant le même nombre de protons (même numéro atomique {\displaystyle Z}) mais un nombre différent de neutrons {\displaystyle N}, d'où un nombre de masse {\displaystyle A} différent ({\displaystyle A=Z+N}). Le numéro atomique est ce qui caractérise un élément chimique, il est égal au nombre d'électrons dans l'atome neutre.
Pour un même élément, il existe dans le milieu naturel différents isotopes possédant des nombres de neutrons différents, et on en produit d'autres au laboratoire. Par exemple, le protium 1
1H, le deutérium 2
1H et le tritium 3
1H sont trois isotopes de l'hydrogène présents dans la nature, et on a synthétisé les isotopes 4
1H, 5
1H, 6
1H et 7
1H.
Les différents isotopes d'un même élément possèdent des propriétés physiques et chimiques similaires, car elles dépendent essentiellement de son nombre d'électrons. Cependant, leur différence de masse atomique permet de les séparer à l'aide d'une centrifugeuse ou d'un spectromètre de masse.
Les isotopes se différencient également par leur stabilité et leur demi-vie (ou période radioactive) : les isotopes déficitaires ou excédentaires en neutrons sont souvent instables, et donc radioactifs. Par exemple, le carbone 12 (le plus abondant) et le carbone 13 sont stables, alors que sont radioactifs les isotopes du carbone plus « lourds » que 13C (comme le carbone 14, avec une demi-vie de 5 730 années) ou plus « légers » que 12C (comme le carbone 11, avec une demi-vie de 20 minutes). À noter qu’il existe également des éléments pour lesquels tous les isotopes sont instables, comme le technétium ou le prométhium, ainsi que tous les éléments synthétiques.
Par abus de langage on parle souvent d'un isotope pour désigner un nucléide caractérisé par son numéro atomique et son nombre de masse, sans référence aux isotopes de l'élément chimique correspondant.

### Isobares
Des noyaux (ou des atomes) sont isobares s'ils ont le même nombre de masse {\displaystyle A}, c'est-à-dire s'ils ont le même nombre de nucléons (neutrons et protons). Par exemple, le soufre 40 ( 40
16S
24 ), le chlore 40 ( 40
17Cl
23 ), l'argon 40 ( 40
18Ar
22 ), le potassium 40 ( 40
19K
21 ) et le calcium 40 ( 40
20Ca
20 ) sont isobares : leurs noyaux contiennent 40 nucléons répartis en 16 à 20 protons et 24 à 20 neutrons, respectivement.

### Isomères
Les isomères nucléaires sont des atomes ayant les mêmes nombres de protons et de neutrons (et qui appartiennent donc à un même isotope) mais qui présentent des états énergétiques différents, généralement en raison d'une organisation différente des nucléons au sein du noyau. L'état présentant la plus faible énergie est dit fondamental et tous les autres, de plus haute énergie, sont dits excités.
Lorsque la distinction est nécessaire, les isomères autres que l'état fondamental sont identifiés par la lettre « m » rajoutée après le nombre de masse et éventuellement suivie d'un nombre s'il existe plusieurs états excités pour l'isotope en question. Ainsi, l'aluminium 26 possède deux isomères notés 26Al pour l'état fondamental et 26mAl pour l'état excité. Autre exemple, le tantale 179 possède pas moins de sept isomères, notés (de l'état fondamental à l'état excité de plus haute énergie) 179Ta, 179m1Ta, 179m2Ta, 179m3Ta, 179m4Ta, 179m5Ta et 179m6Ta.
Les états excités sont généralement très instables, subissant rapidement une transition isomérique qui les ramène à l'état fondamental ou à un état excité de moindre énergie, et pendant laquelle le surplus d’énergie est évacué sous forme de photon(s). Il existe cependant des exceptions, certains états excités de certains isotopes ayant une demi-vie plus grande que l'état fondamental correspondant, par exemple tantale 180m et américium 242m.

## Caractéristiques physiques

### Composition et masse atomique
Le noyau d'un atome est composé de nucléons : des protons chargés positivement et des neutrons électriquement neutres, fortement liés entre eux (l'hydrogène 1 ou protium, 1H, fait exception car son noyau n'est formé que d'un proton, sans neutrons). La cohésion du noyau est assurée par l'interaction forte, qui maintient les nucléons ensemble et les empêche de s'éloigner les uns des autres, contrecarrant notamment la répulsion électrostatique entre les protons.
La masse atomique d'un isotope est la masse de {\displaystyle N_{\mathrm {A} }} atomes neutres de ce même isotope, {\displaystyle N_{\mathrm {A} }} étant le nombre d'Avogadro (environ 6,022 14 × 1023 mol−1) :
- en raison de l'origine historique de la définition du nombre d'Avogadro, la masse atomique du carbone 12 est presque exactement de 12 g (incertitude relative de 4,5 × 10−10) ;
- la masse atomique d'un nucléide autre que 12C exprimée en grammes (g) et la masse d'un noyau exprimée en unités de masse atomique unifiées (u) sont numériquement voisines de leur nombre de masse (nombre de nucléons dans chaque noyau) mais peuvent en différer significativement parce que le rapport N/Z des nombres de neutrons et de protons peut être différent de 1 (valeur de N/Z pour le carbone 12) et que le proton et le neutron n'ont pas exactement la même masse, et surtout parce que le nucléide peut être mieux ou moins bien lié que le carbone 12 et que cette différence d'énergie de liaison (voir la section suivante) se traduit en une différence de masse (par nucléon). L'hydrogène 2 (deutérium) a ainsi une masse atomique d'environ 2,014 g et le fer 56 d'environ 55,934 g (le deutérium est moins bien lié que le carbone 12, et le fer 56 mieux).

La masse atomique {\displaystyle M_{\mathrm {X} }} d'un élément chimique {\displaystyle \mathrm {X} } est la moyenne pondérée des masses atomiques {\displaystyle M_{i}} de ses isotopes naturels : {\displaystyle M_{\mathrm {X} }=\sum _{i}x_{i}M_{i}\ } où {\displaystyle x_{i}} désigne la fraction molaire de l'isotope no {\displaystyle i} dans le mélange naturel ({\displaystyle \sum _{i}x_{i}=1}). Certains éléments possèdent des isotopes radioactifs de très longue période : leur composition isotopique naturelle et par conséquent leur masse atomique évoluent sur de longues périodes de temps, telles que les ères géologiques ; c'est notamment le cas pour l'uranium.

### Défaut de masse et énergie de liaison
Pour qu'un noyau puisse exister il faut, sauf bien sûr pour celui du protium 1H (uniquement constitué d'un proton), que ses nucléons soient liés, donc que l'énergie du noyau soit inférieure à la somme des énergies des nucléons qui le composent. En raison de l'égalité {\displaystyle E=mc^{2}}, cette différence d'énergie s'exprime comme une différence de masse : la masse {\displaystyle m} d'un isotope A
ZX est inférieure à la somme des masses de ses nucléons. La différence {\displaystyle \,\delta m=Z\,m_{\mathrm {p} }+(A-Z)\,m_{\mathrm {n} }-m}, où {\displaystyle m_{\mathrm {p} }} désigne la masse du proton et {\displaystyle m_{\mathrm {n} }} celle du neutron, est appelée défaut de masse (toujours positif, sauf encore pour le protium dont le défaut de masse est nul).
On définit aussi l'excès de masse {\displaystyle \Delta m=m-A\,\mathrm {u} }, où {\displaystyle \mathrm {u} } désigne l'unité de masse atomique unifiée et {\displaystyle m} est exprimé en termes de cette unité. En raison de l'origine historique de cette unité, l'excès de masse du carbone 12 est nul, et l'excès de masse d'un autre noyau est négatif ou positif selon qu'il est plus ou moins bien lié que le carbone 12.
L'énergie de liaison est {\displaystyle \,\delta E=\delta m\,c^{2}}. Pour évaluer la plus ou moins bonne liaison des différents types de noyau, on utilise l'énergie de liaison par nucléon, {\displaystyle \delta E/A}.

### Structure
Deux modèles de la structure du noyau ont été développés dans les années 1930-1950 : le modèle de la goutte liquide en 1930 puis 1939, et le modèle en couches en 1949. Le premier conduit à une formule semi-empirique de l'énergie de liaison, et le second à la mise en évidence des nombres magiques de protons et de neutrons. Aujourd'hui les principaux modèles sont des théories de champ moyen, qui approximent le problème à A corps (l'interaction des A nucléons) par A problèmes à 1 corps (chaque nucléon, soumis au « champ moyen » des {\displaystyle (A-1)} autres).
La diffusion des électrons (en) permet de cerner expérimentalement la distribution des protons et des neutrons dans le noyau, ainsi que sa forme. Ainsi, le plomb 208, qui possède à la fois un nombre magique de protons (82) et de neutrons (126), a ses protons et ses neutrons répartis à peu près uniformément (en moyenne) dans une sphère, mais une sphère plus grande pour les neutrons que pour les protons ({\displaystyle r_{\mathrm {n} }-r_{\mathrm {p} }=} 0,283 ± 0,071 fm),. Les noyaux ne sont pas tous sphériques, certains sont aplatis et d’autres allongés, quelques-uns ont même la forme d'une poire. Les noyaux très instables (de demi-vie très courte) peuvent avoir des structures étranges, par exemple une structure en bulles avec zone centrale peu dense, ou avoir un ou deux nucléons de valence formant un halo autour d'un noyau central compact.

### Taille et forme
Le rayon d'un nucléon est de l'ordre de 10−15 m, soit 1 fm (femtomètre), le terme de rayon s'entendant ici au sens d'avoir une probabilité significative de détecter le nucléon dans le volume d'espace considéré. En première approximation, on considère généralement que le rayon r d'un noyau de nombre de masse A vaut (modèle de la goutte liquide) r = ro3√A, avec ro = 1,4 fm. Lorsque A est petit, notamment inférieur à 16, ro peut valoir 1,2 fm.
Cela représente moins de 0,01 % du rayon total de l'atome. La masse volumique du noyau est donc considérablement plus grande que celle de l'atome lui-même. Elle est à peu près constante pour tous les noyaux dans leur état fondamental (non excité) : environ 200 millions de tonnes par centimètre cube (2 × 1014 g/cm3), masse volumique du fluide nucléaire.
La taille et la forme réelles d'un noyau spécifique dépendent fortement du nombre de nucléons qui le composent, ainsi que de leur état énergétique. Les noyaux les plus stables ont en général une forme sphérique au repos et peuvent prendre, par exemple, la forme d'un ellipsoïde s'ils sont excités. Des formes assez étranges peuvent être observées selon les états d'excitation : en poire, en soucoupe, voire en cacahuète.
Dans le cas des noyaux à halo, quelques nucléons peuvent avoir des fonctions d'onde nettement distendues, entourant donc d'un halo le noyau plus compact formé par les autres nucléons. Le lithium 11 semble par exemple composé d'un noyau de lithium 9 entouré d'un halo de deux neutrons ; sa taille est proche de celle du plomb 208 alors que ce dernier possède vingt fois plus de nucléons.

### Stabilité
Certains noyaux sont stables, c'est-à-dire qu'ils ont une durée de vie illimitée. D'autres sont instables et tendent à se transformer spontanément en un autre (parfois plusieurs) de plus grande énergie de liaison par nucléon, en émettant une ou plusieurs particules.
Le noyau stable le plus lourd est le plomb 208, constitué de 82 protons et 126 neutrons. Les éléments de numéro atomique Z supérieur à 82 sont tous instables ; jusqu'à Z = 92 (l'uranium), ils sont présents naturellement sur Terre, au-delà ils ont été synthétisés en laboratoire jusqu'à Z = 118 (l'oganesson, l'élément le plus lourd connu en 2025).

#### Stabilité ou extrêmement longue durée de vie?
Le noyau le mieux lié, c'est-à-dire celui dont l'énergie de liaison par nucléon est la plus grande, est le nickel 62. Comme un noyau ne peut se transformer spontanément qu'en un noyau de masse atomique égale ou inférieure, le problème de la stabilité ne se pose pas dans les mêmes termes pour les noyaux plus légers (de masse atomique inférieure à 62) que pour les noyaux plus lourds : les noyaux stables plus légers sont en principe stables absolument, alors que les noyaux stables plus lourds sont potentiellement instables, mais avec des demi-vies extrêmement longues. Le bismuth 209, notamment, a été considéré comme stable jusqu'à ce qu'on découvre en 2003 qu'il est radioactif, avec une demi-vie de (2,01 ± 0,08) × 1019 ans (presque deux milliards de fois l'âge de l'Univers),.

#### Stabilité et composition du noyau

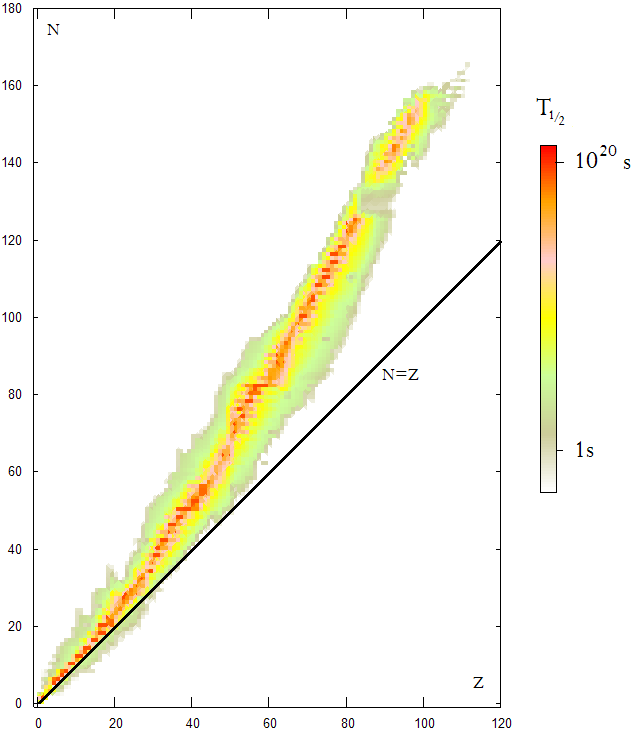
Vallée de stabilité.

L'instabilité des noyaux est due, sauf pour les plus lourds d'entre eux, à un déséquilibre entre le nombre de neutrons N et le nombre de protons Z (comme le montre la figure ci-contre, le rapport N/Z optimal croît en fonction de Z de 1 à 1,6). Les noyaux les plus lourds ont globalement trop de nucléons.

Abondances relatives des éléments chimiques dans l'Univers (Si = 10 par convention).

La stabilité d'un noyau atomique dépend de Z et N. On constate qu'un grand nombre (152) de noyaux stables ont Z et N pairs. Ce nombre est encore de 55 pour Z pair et N impair, et de 52 pour Z impair et N pair. Peu de noyaux stables ont Z et N impairs. Plus généralement, les noyaux sont mieux liés (leur énergie de liaison par nucléon est plus grande) quand Z ou bien N est pair que quand les deux sont impairs, et encore mieux liés quand les deux sont pairs. Ce phénomène se traduit par un meilleur rendement des processus de nucléosynthèse pour ces noyaux, qui explique la forme en dents de scie de la courbe représentant l'abondance des éléments chimiques dans l'Univers en fonction de Z (courbe ci-contre, où les disques rouges indiquent les éléments de numéro atomique pair et les cercles verts ceux de numéro impair).
Pour les noyaux ayant Z ou N pair(s), on observe l'existence de nombres « magiques » (de protons et/ou de neutrons) pour lesquels les noyaux sont particulièrement bien liés (leur énergie de liaison par nucléon est particulièrement grande) : 2, 8, 20, 28, 50, 82, 126 et 184. C'est par exemple le cas de l'hélium 4, de l'oxygène 16 ou du plomb 208, doublement magiques (2 + 2, 8 + 8 et 82 + 126). Les noyaux stables ayant ces nombres magiques de protons ou de neutrons ont une abondance naturelle plus grande que celle des noyaux de masse atomique (A = Z + N) comparable, et les noyaux lourds instables une plus grande demi-vie. L'existence et la valeur des nombres magiques sont expliquées par le modèle en couches des noyaux atomiques.

#### Stabilité et énergie de liaison
Les noyaux mal liés sont instables (radioactifs). D'une manière générale les noyaux les moins bien liés ont les demi-vies les plus courtes, mais sans qu'il y ait de relation générale (ni même de relation monotone) entre la demi-vie et l'énergie de liaison par nucléon, parce que les processus de désintégration radioactive sont régis par des considérations cinétiques.

### Désintégration des noyaux instables

#### Modes de désintégration
La désintégration radioactive d'un noyau instable peut se faire selon différents processus appelés modes de désintégration. Les plus courants sont :
- la désintégration β−, pour les noyaux dont le rapport N/Z est trop grand (par rapport au rapport idéal de la vallée de stabilité) : le noyau « père » A
ZP se désintègre en un noyau « fils » A
Z+1F, avec l'émission d'une particule β− (un électron, e−) et d'un antineutrino νe. Exemple : le carbone 14 (14
6C ⟶ 14
7N + 0
−1e− + 0
0νe) ;
- la désintégration β+ ou la capture électronique, pour les noyaux dont le rapport N/Z est trop petit : A
ZP se désintègre en A
Z−1F, avec l'émission d'une particule β+ (un positon, e+) et d'un neutrino νe (cas de la désintégration β+) ou bien l'absorption d'un électron du cortège électronique et l'émission d'un neutrino (cas de la capture électronique). Exemples : le fluor 18 (18
9F ⟶ 18
8O + 0
1e+ + 0
0νe) et l'aluminium 26 (26
13Al + 0
−1e− ⟶ 26
12Mg + 0
0νe) ;
- la désintégration α, pour les noyaux dont le rapport N/Z est correct mais dont le nombre global de nucléons est trop élevé : A
ZP se désintègre en A−4
Z−2F, avec l'émission d'une particule α (un noyau d'hélium 4, 4
2He). Exemple : le samarium 147 (147
62Sm → 143
60Nd + 4
2α).

Ces désintégrations sont généralement accompagnées d'un rayonnement γ (émission de photons), en raison de la formation intermédiaire de noyaux excités.
Il existe d'autres modes de désintégration, qui concernent moins de nucléides :
- pour les noyaux trop riches en neutrons : l'émission de neutron et la double désintégration bêta ;
- pour les noyaux trop riches en protons : l'émission de protons  (un ou deux) et la double capture électronique ;
- pour les noyaux trop lourds : l'émission de noyaux plus lourds que l'hélium 4 et la fission spontanée (binaire ou ternaire).

Remarques :
- un même nucléide instable peut se désintégrer concurremment selon plusieurs modes (chacun avec une certaine probabilité). Exemple : le potassium 40 peut se désintégrer par désintégration β− (89,28 % des cas), par capture électronique (10,72 %) ou par désintégration β+ (environ 0,001 %) ;
- un noyau instable ne se désintègre pas nécessairement en un noyau stable : il peut avoir pour fils un autre noyau instable, qui de même peut donner naissance à un troisième noyau instable, etc., jusqu'à finalement aboutir à un noyau stable (chaîne de désintégrations). Exemple : l'uranium 238 (demi-vie 4,468 Ga) se désintègre en thorium 234 (24,1 j), qui se désintègre en Protactinium 234m (1,17 min), etc., jusqu'à aboutir au plomb 206, stable ;
- en raison de la multiplicité des modes de désintégration de certains nucléides, les chaînes de désintégrations sont ramifiées. Néanmoins, les quatre chaînes connues aboutissent chacune à un unique nucléide stable : celle de l'uranium 238 au plomb 206, celle de l'uranium 235 (ou du plutonium 239) au plomb 207, celle du thorium 232 (ou de l'uranium 232) au plomb 208 et celle du plutonium 241 au thallium 205.

#### Demi-vie
La demi-vie (ou période radioactive) d'un nucléide est la durée au bout de laquelle la moitié des noyaux d'un échantillon initial se seront désintégrés, statistiquement. Les demi-vies connues s'étagent de 10−23 s à 1024 ans (hydrogène 7 : 2,2 × 10−23 s ; tellure 128 : (2,41 ± 0,39) × 1024 ans). Un nucléide n'est considéré comme le noyau d'un atome que si sa demi-vie est assez longue pour qu'un cortège électronique ait le temps de se former (de l'ordre de 10−15 s).